# Colonia de artistas de Nida
La colonia de artistas de Nida (en alemán: Künstlerkolonie Nidden) fue un movimiento artístico importante en Prusia Oriental.

## Historia
El periodo más importante para la colonia artística comenzó alrededor de 1890 con la primera visita de Lovis Corinth. En 1909 Max Pechstein vino la primera vez a Nida y en 1929 Thomas Mann construyó su casa de verano (también llamada irónicamente Onkel Toms Hütte o la cabaña del tío Tom) sobre el "Schwiegermutterberg" (Monte Suegra). El final de la Segunda Guerra Mundial puso fin a la colonia de artistas.